# Arthroleptidae
Az Arthroleptidae a kétéltűek (Amphibia) osztályába és   békák (Anura) rendjébe tartozó  család.

## Rendszerezés
A családba az alábbi alcsaládok és nemek tartoznak
- Arthroleptinae alcsalád, Mivart, 1869 
  - Arthroleptis (Smith, 1849) – 47 faj
  - Cardioglossa (Boulenger, 1900) – 16 faj
- Astylosterninae alcsalád, Noble 1927
  - Astylosternus Werner, 1898 – 12 faj
  - Leptodactylodon Andersson, 1903 – 15 faj
  - Nyctibates Boulenger, 1904 – 1 faj
  - Scotobleps  Boulenger, 1900 – 1 faj
  - Trichobatrachus (Boulenger, 1900) –  1 faj
- Leptopelinae alcsalád, Laurent 1972
  - Leptopelis Günther, 1859 – 52 faj